# Der Turnlehrer (Fernsehserie)
Der Turnlehrer (russ. Физрук, wiss. Transliteration Fisruk) ist eine russische Comedy-Fernsehserie, die von „Good Story Media“ und „MFmedia“ produziert wird. Die Handlungslinie der Serie baut auf einem Mann mit krimineller Vergangenheit auf, der mit einem Mal Lehrer an einer Mittelschule wird. Dabei muss er sich mit seinen neuen Kollegen und den Schülern arrangieren. Und die kriminelle Vergangenheit holt ihn auch immer wieder ein, was sich unmittelbar auch auf seine Tätigkeit in der Schule niederschlägt.
Die erste Staffel der Serie lief am 7. April 2014 auf dem Fernsehsender TNT an. Die zweite Staffel startete am 10. November 2014, die dritte am 4. April 2016. Der Start der vierten Staffel ist für das Jahr 2017 vorgesehen.
Die Serie wird auch in der Ukraine (bis Juni 2015), in Belarus und in Kasachstan ausgestrahlt.

## Handlung
Die Schlüsselfigur der Serie ist Oleg Jewgenjewitsch Fomin (Spitzname „Foma“). In den 1990er Jahren, die in Russland als kriminelle und maßlose Zeit wahrgenommen werden, arbeitete Foma als Personenschützer eines neureichen Moskauer Geschäftsmannes namens Wiktor Nikolajewitsch Mamajew (Spitzname „Mamaj“). Dabei drehte Foma für seinen Chef auch krumme Dinger wie Schutzgelderpressung und bewegte sich damit auch im Bereich der organisierten Kriminalität. Doch zwischenzeitlich haben sich die Zeiten in Russland geändert, so dass Foma von seinem Chef Mamaj, unter Zahlung einer stattlichen Abfindung, aufgrund seiner „veralteten Methoden“ als Personenschützer entlassen wird. Doch Foma nimmt seine Entlassung nicht hin und sucht nach Methoden, um wieder bei Mamaj einzusteigen. Da Mamaj absolut stur bleibt, entschließt sich Foma dazu, über seine Tochter Alexandra Mamajewa (Spitzname „Sascha“) Zugang zu seinem Ex-Chef zu finden. Sascha lernt an einer der Mittelschulen der Stadt, nachdem sie aus einem längeren Auslandsaufenthalt in der Schweiz zurückgekehrt ist, um in Moskau ihren Abschluss zu machen. Mithilfe seines „Kumpels aus alten Zeiten“, Alexej („Psych“), besorgt sich Foma ein gefälschtes Lehrerdiplom mit Bestnoten und wird prompt an der Schule eingestellt, in der Sascha lernt. Als er in der Schule seine Tätigkeit als Turnlehrer aufnimmt, kompensiert er seine fehlende pädagogische Ausbildung und Erfahrung dadurch, dass er seine „einfachen, mafiösen“ Methoden aus früherer Zeit an den Schülern „anwendet“. Dadurch macht er sich bei der Schulleitung und seinen Kollegen zwar unbeliebt, wird bei den Schülern jedoch zu einer respektierten Autorität und zu einer Vertrauensperson. Zu allem Überfluss verliebt sich Foma in seine hübsche, intelligente und gut situierte Kollegin, die Literaturlehrerin und Klassenlehrerin der 11a, Tatjana Alexandrowna, welche Fomas Charakter einerseits nur schwer aufnehmen kann, ihn andererseits aber insgeheim doch anziehend findet.
Auch über das Leben der Schülerin Alexandra Mamajewa („Sascha“) wird in dieser Serie vieles bekannt. Sie ist, trotz ihres reichen Vaters, der ihr ein luxuriöses Leben ermöglicht, eher unbeliebt unter den Mitschülern und wird oft gehänselt, was vor allem auf ihr Übergewicht zurückzuführen ist. Dabei ist die 17-jährige Sascha ein hübsches Mädchen, das sich durch Intelligenz, ein ausgeprägtes Gerechtigkeitsempfinden und durch ein hohes Maß an Eigenständigkeit auszeichnet. Eine große Schwäche von Sascha ist jedoch ihre extreme Sturheit, was auch zu heftigen Streitigkeiten mit ihrem Vater führt. So riss Sascha von zu Hause aus und suchte bei Foma Unterschlupf. Sie ist in den Frauenheld der Klasse, Anton („Borsyj“), verliebt, der jedoch nur mit ihren Gefühlen spielt und in Wirklichkeit ständig mit der langbeinigen Blondine Aljona flirtet. In Sascha verliebt ist der „Streber“ und Außenseiter der Klasse, Walentin („Usatsch“), ein sehr intelligenter und vernünftiger, aber auch sehr schüchterner Junge, der von seinen Großeltern erzogen wird. Usatsch macht Sascha viele Andeutungen, doch Sascha bemerkt diese nicht und nimmt Usatsch nur als „guten Freund“ wahr.

## Trivia
- Seit dem 4. Juni 2015 ist die Ausstrahlung dieser Fernsehserie in der Ukraine verboten.[1]